# TC-R
TC-R – projekt samolotu rolniczego opracowany w latach 1968-1969 w Instytucie Lotnictwa w Warszawie przez mgr inż. Tadeusza Chylińskiego. Był on proponowany jako następca samolotu PZL-101 Gawron, a zarazem konkurencyjny dla czeskiego samolotu przeznaczonego do prac agrolotniczych Zlín Z-37 „Čmelák”. Samolot miał charakterystyczny układ konstrukcyjny z kabiną pilota przesuniętą w lewo, aby zapewnić pilotowi dobrą widoczność do przodu, co jest utrudnione w przypadku samolotów rolniczych budowanych w układzie silnik–zbiornik–pilot.  Ostatecznie następcą „Gawrona” został samolot PZL-106 Kruk.